# R-17 Elbrus
R-17, oznaczenie systemu: 9K72 Elbrus, oznaczenie rakiety: 9K14, w kodzie NATO: SS-1c Scud-B – radziecki taktyczny pocisk balistyczny ziemia-ziemia, napędzany silnikiem na paliwo ciekłe, służąca do przenoszenia głowic z ładunkiem konwencjonalnym lub jądrowym. Przeznaczona do niszczenia zgrupowań wojsk, punktów dowodzenia, ważnych obiektów wojskowych i cywilnych.

## Historia
Po wprowadzeniu do służby kompleksów rakietowych R-11M, w zespole projektowym Korolowa zaczęto prace koncepcyjne nad ich zmodernizowaniem. Prowadzono je w SKB-385 w miejscowości Złatoust, gdzie odbywała się ich produkcja. Głównym konstruktorem został W. P. Makiejew. Początkowo projektowane rakiety oznaczono jako R-11MU. Opierając się na doświadczeniach zdobytych przy opracowaniu zestawów rakietowych Temp, wprowadzono cały szereg zmian w konstrukcji układów napędowych. Między innymi ciśnieniowy wtrysk paliwa do silnika zastąpiono wtryskiem za pomocą pomp. Zwiększyły się przez to wymiary rakiety, ale jej zasięg wzrósł ze 170 do 280 km. Poprawiono też jej celność. W tym czasie opracowano też nową głowicę jądrową dla rakiety. Zmieniono oznaczeni projektowanej rakiety z R-11MU na R-17, ponieważ stała się ona zupełnie nową konstrukcją.
Próbne partie rakiet wyprodukowano w zakładach w SKB-385 Zlatoust, lecz ich dalszą produkcję decyzją Rady Ministrów ZSRR z dnia 17 czerwca 1959 r. przeniesiono do Zakładu Budowy Maszyn w Wotkińsku. Pierwsze testowe starty przeprowadzono na poligonie Kapustin Jar od listopada 1959 do lutego 1960 roku. Wystrzelono 7 rakiet. Testy potwierdziły założenia projektowe. Od sierpnia 1960 do sierpnia 1962 przeprowadzono 30 kolejnych startów testowych. W lipcu 1961 r. rozpoczęto seryjną produkcję rakiet.
W leningradzkich zakładach im. Kirowa, od 1958 r. rozpoczęto prace nad konstrukcją samobieżnej wyrzutni dla rakiety R-17, pod roboczymi nazwami: obiekt 816 i obiekt 817. Obydwa obiekty były zmodyfikowanymi wersjami wyrzutni 8U218. Różniły się tym, że obiekt 817 posiadał dźwig umożliwiający załodze załadowanie rakiety na wyrzutnię. W 1961 r. obiekt 816 wszedł do seryjnej produkcji oznaczony symbolem 2P19. Rakieta R-17 otrzymała indeks 8K14 i została przyjęta na uzbrojenie wraz z wyrzutnią 24 marca 1962 r. 10 października 1962 Decyzją Rady Ministrów ZSRR wyrzutnia 2P19 została wycofana z produkcji. Wyprodukowano 59 tych zestawów. Głównym powodem wycofania z produkcji wyrzutni na podwoziach gąsienicowych były wibracje wytwarzane przez te konstrukcje, które powodowały awarie delikatnych systemów elektronicznych głowic jądrowych.
Decyzją Rady Ministrów ZSRR nr 1116 z dnia 10 października 1962 rozpoczęto prace nad nową wyrzutnią dla rakiet R-17 na podwoziu kołowym pojazdu MAZ-543. W 1964 r. przeprowadzono próby ze zmodernizowanymi rakietami 8K14-1. 7 listopada 1965 r. kompleks rakiety R-17 z wyrzutnią 9P117 po raz pierwszy został pokazany publicznie na defiladzie z okazji święta Rewolucji Październikowej. Decyzją Rady Ministrów ZSRR nr 75-26 z dnia 27 stycznia 1967 przyjęto go na uzbrojenie Armii Radzieckiej jako zestaw 9K72 „Elbrus” z wyrzutnią 9P117 wraz z rakietami 8K14. Seryjną produkcję wyrzutni prowadzono w Pietropawłowskej Fabryce Maszyn Ciężkich w Pietropawłowsku. Kompleks otrzymał w kodzie NATO oznaczenie Scud-B. Przez wywiad USA oznaczony był kodem SS-1c. W wersji eksportowej oznaczony był jako zestaw R-300.
W trakcie wieloletniej produkcji rakiety i wyrzutnie przeszły wiele modyfikacji. Na ich podstawie niektóre kraje opracowały własne konstrukcje. Rakiety R-17 zyskały światową sławę w 1991 r., gdy w czasie operacji Pustynna Burza, wojska Irackie ostrzeliwały nimi tereny Izraela i Arabii Saudyjskiej.

## Rakieta 8K14
Rakieta 8K14 była pociskiem balistycznym wyposażonym w rakietowy silnik na paliwo ciekłe. Posiadała autonomiczny inercyjny system kontroli lotu. Programowanie lotu odbywało się na stole startowym. W skład systemu kontroli rakiety wchodziły: żyroskopowy integrator przyspieszenia wzdłużnego, żyroskop odchyleń poziomych, żyroskopowy integrator przyspieszeń poprzecznych, żyroskop kierunku. Rakieta składała się z korpusu i głowicy bojowej. Obudowa korpusu wykonana była ze stali i stopów aluminium. W korpusie za głowicą znajdował się przedział aparatury programowania i kontroli lotu. Za tym przedziałem był zbiornik paliwa zasadniczego, za nim zbiornik utleniacza. Na końcu był jednokomorowy silnik rakietowy z turbiną gazową za pomocą której dostarczano paliwo do komory spalania. Na zewnątrz cztery stabilizatory oraz przy dyszy wylotowej cztery stery gazowe pokryte grafitem. Ster 2 i 4 kierował kątem pochylenia rakiety na statecznik nr 1. Ster 1 i 2 odpowiadał za kierunek lotu rakiety

### Paliwo
zasadnicze o symbolu TM-185 waga – 822 kg
- mieszanka frakcji ropy naftowej
- trikrizol – 4+0,5% (zapobiega krystalizacji wody w niskich temperaturach)

utleniacz AK-27I waga – 2919 kg
- stężony kwas azotowy – 69,8-70,2%
- czterotlenek diazotu – 24-28%
- woda – 1,3-2%
- sole glinu – nie więcej niż 0,01%
- jod – 0,12-0,16% (inhibitor)

paliwo rozruchowe TG-02 „Samin” „Tonka 250” waga – 30 kg,
- izomery ksylidyny – 50 +/-2%
- dwuetyloaminy i trójetyloaminy techniczne – 50 +/-2%
- Woda – do 0,4%

### Głowice
8F44 (wersja eksportowa miała symbol 8F44E) z ładunkiem konwencjonalnym. Waga 987 kg. Posiadała główny zapalnik kontaktowy który inicjował eksplozję po uderzeniu w ziemię. Powstały przy wybuchu krater miał 1,5–4 m głębokości i 12 m szerokości. Głowica była wyposażona też w zapalnik z czujnikiem barometrycznym – do inicjacji eksplozji powietrznej, oraz zapalnik awaryjny, który powodował wybuch głowicy w razie usterki rakiety.
8F14 (269a) z ładunkiem uranowym typu RDS-4 o mocy do 10 kt. Masa 989 kg. Była przechowywana w specjalnym kontenerze. Wymagała utrzymania temperatury w zakresie 5-35 °C.
8F14UT głowica szkolno-treningowa. Symulowała działanie głowicy 8F14.
9N33 jądrowa, plutonowa z ładunkiem RA-17 o mocy 300 kt. Zastąpiła 8F14. Z ładunkiem RA-104 o mocy 50 kt RA-104-1 o mocy 100 kt RA-104-2 termojądrowa o mocy 500 kt. Oprócz wymienionych istniało jeszcze kilka innych odmian głowicy.
Głowice jądrowe zostały wyposażone w wewnętrzny układ ogrzewania. Mogły powodować naziemny, powietrzny lub niski powietrzny wybuch jądrowy. Wyposażone były w 3 stopnie zabezpieczenia. Zabezpieczenia ulegały dezaktywacji w czasie lotu rakiety. W przypadku awarii uruchamiał się system APR (awtomaticzieskij padryw rakiety), który powodował samodestrukcję głowicy. Aby zapobiec użyciu głowicy przez osoby nieuprawnione, była ona zabezpieczana sześciocyfrowym kodem, który wprowadzało się przed startem z pulpitu umieszczonego w przedziale kontrolno-startowym.
9N33GVM – makieta
9N33U, 9N33UT – szkolna i szkolno-treningowa. Przeznaczona do szkolenia zespołów obsługi wyrzutni. Symulowała działanie głowicy 9N33.
8F44G chemiczna oraz jej zmodernizowana wersja 8F44G1 „Tuman-3” zawierały 555 kg ładunku chemicznego. Zapalnik zbliżeniowy powodował powietrzny wybuch głowicy, aby rozproszyć ładunek na dużej przestrzeni. Mogła wytworzyć chmurę chemiczną o długości 4 km i szerokości 600 m. Masa 1016 kg.
8N8 Kasetowa opracowana w latach siedemdziesiątych zawierała 42 elementy o średnicy 122 mm z silnym ładunkiem wybuchowym.
8F45 burząco-zapalająca z ładunkiem o wysokiej temperaturze spalania. Głowica eksperymentalna, nie wprowadzona do użytku.

### Wersje rakiety
R-17B w 1962 r. rozpoczęto prace projektowe nad skonstruowaniem uproszczonej i lekkiej wersji rakiety R-17. Wersja ta była zaprojektowana do transportu śmigłowcem MI-10 wraz z lekką wyrzutnią. Użycie bojowe w pobliżu frontu miało służyć zaskoczeniu przeciwnika. W 1965 r. weszła do próbnej eksploatacji. Nie została przyjęta na uzbrojenie z powodu wielu wad.
P-17M wariant rakiety z powiększonymi zbiornikami o zasięgu do 500 km. Prace projektowo-konstrukcyjne przeprowadzono w SKB-385 w latach 1963-1965. Próbne starty przeprowadzono na poligonie Kapustin Jar w latach 1964-1965. Z powodu małej dokładności i wad konstrukcyjnych zaniechano dalszych prac. Wywiad USA nadał tej rakiecie oznaczenie SS-1D, a w kodzie NATO otrzymała oznaczenie Scud-C.
R-17VTO / 8K14-1F “Aerofon”. Rakieta z niezależną głowicą, samonaprowadzającą się na cel przy użyciu systemów rozpoznawania obrazów. W pierwszych wersjach stosowana była matryca fotograficzna. W późniejszych zastosowano cyfrowy system rozpoznawania obiektów. Pierwsze starty odbyły się w 1979 r. Wywiad USA nadał tej rakiecie oznaczenie SS-1E, a w kodzie NATO otrzymała oznaczenie Scud-D.

### Dane techniczne

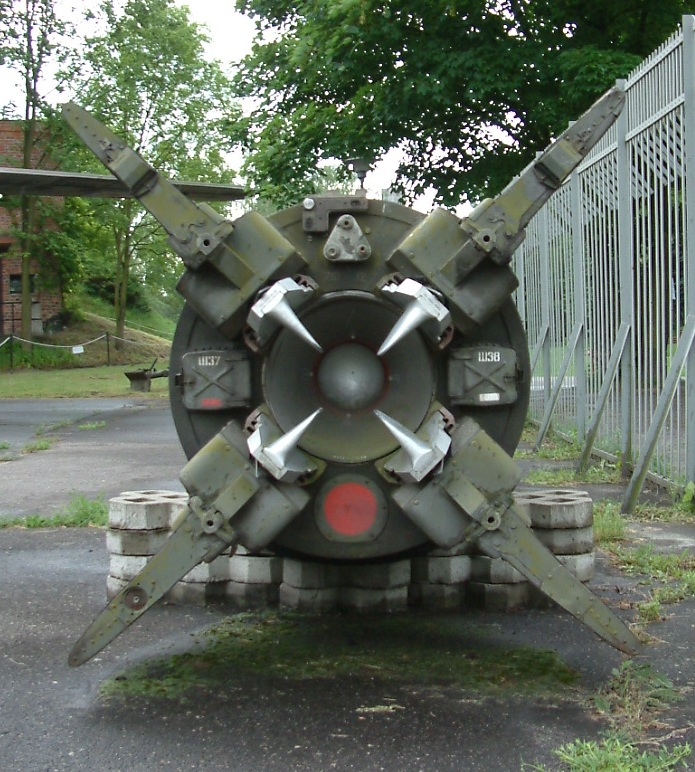
Dolna część rakiety 8K14.Widoczna dysza silnika, stery gazowe, wylot dyszy turbiny gazowej

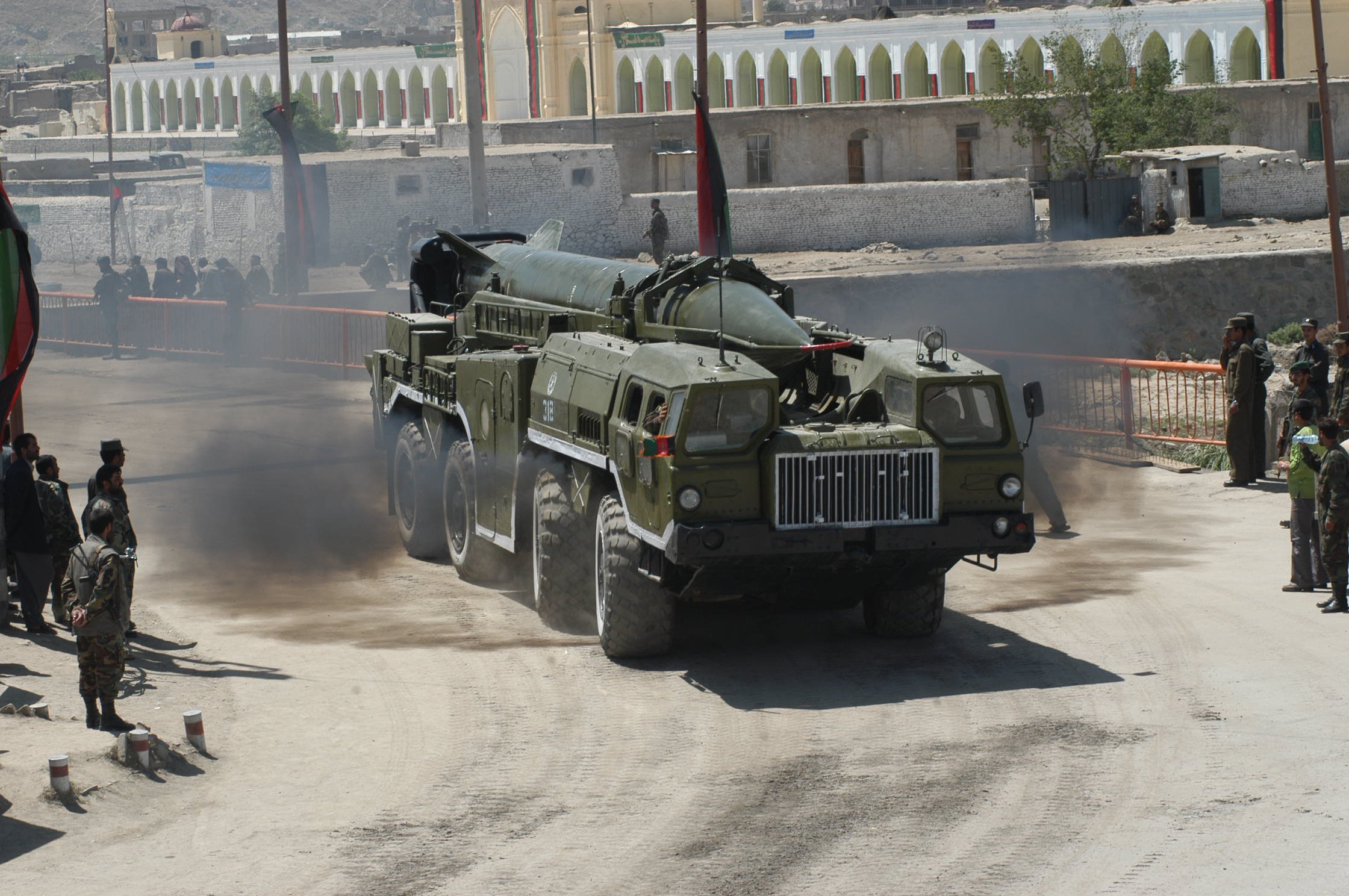
Wyrzutnia 9P117 Armii Afgańskiej

- Rozpiętość stabilizatorów 1800 mm
- Zużycie paliwa – 57,83 kg/s
- Średnica wew. komory spalania – 380 mm
- Średnica gardzieli dyszy – 124,5 mm
- Średnica wylotu dyszy – 400 mm
- Ciśnienie w komorze spalania – 69,4 kg/cm2
- Praca silnika do 100 sekund
- Wysokość trajektorii pocisku
  - maksymalna – 86 km,
  - minimalna – 24 km
- czas lotu od 165 do 313 s
- Wielkość uchyleń środkowych CEP
  - długości od 180 do 610 m
  - szerokości od 100 do 350 m

## Wyrzutnia 2P19

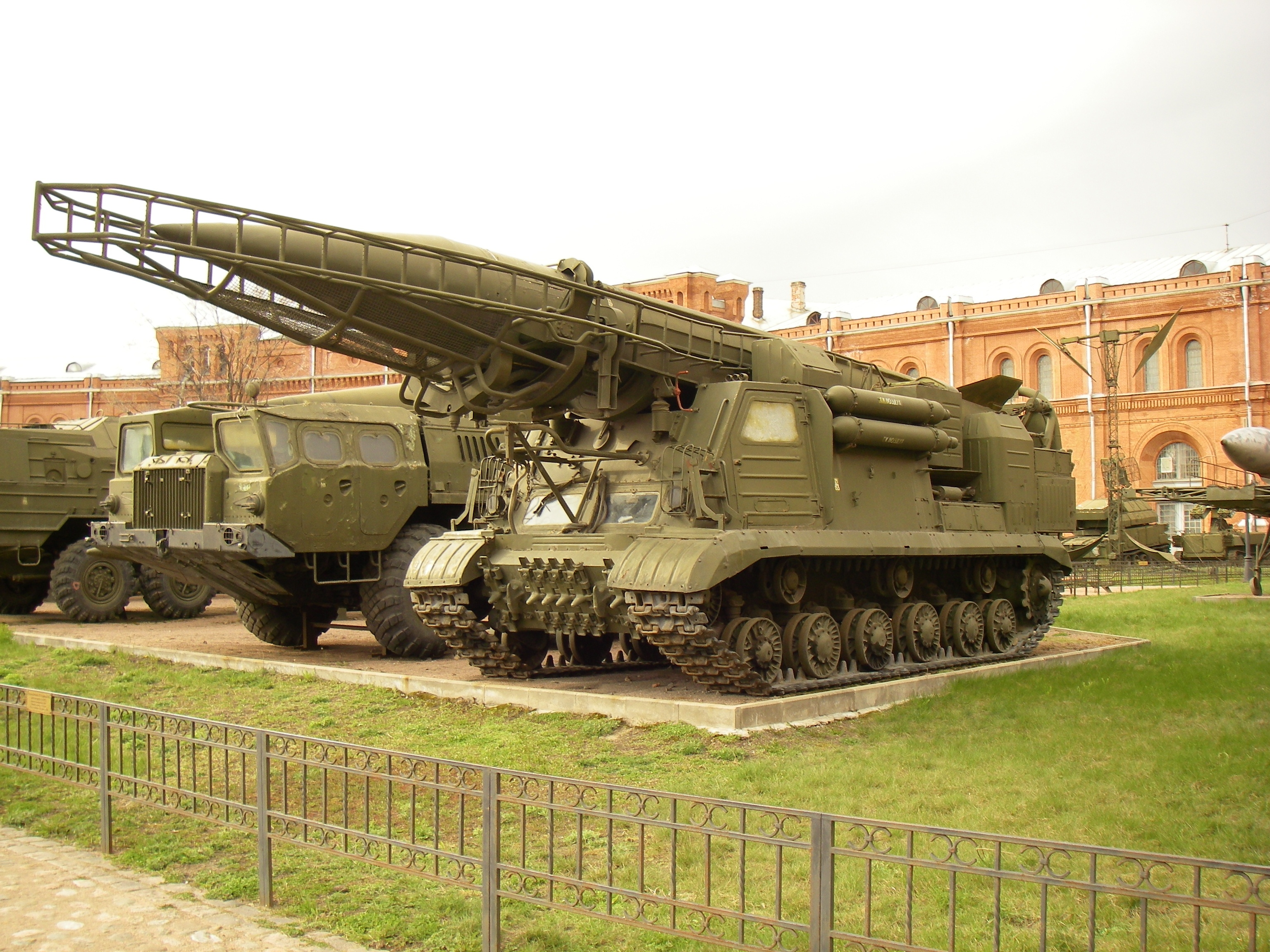
Wyrzutnia rakiet operacyjno-taktycznych 2P19

Po wejściu do użytkowania nowej rakiety 8K14 wprowadzono do produkcji zmodernizowaną wyrzutnię 8U218 z zestawu R-11M. Otrzymała ona symbol 2P19. Od swojej poprzedniczki różniła się wizualnie bardziej rozbudowanym i wzmocnionym z przodu łożem rakiety, oraz podwójnymi butlami ze sprężonym powietrzem po obu bokach. Wyprodukowano 56 sztuk tych wyrzutni.
Głównym powodem zaniechania produkcji wyrzutni na podwoziach gąsienicowych były nadmierne wibracje konstrukcji, występujące podczas jazdy, które uszkadzały elektronikę głowic jądrowych. Rakiety R-17 z wyrzutnią otrzymały w kodzie NATO oznaczenie Scud-B.

## Wyrzutnia 9P117

### Opis
Wyrzutnię zaprojektowano na podwoziu czteroosiowego kołowego transportera MAZ-543. Dwunastocylindrowy, chłodzony cieczą silnik o mocy 525 KM zapewniał prędkość z załadowaną rakietą 15 km/h w terenie i 45 km/h na drodze. Posiadał napęd na wszystkie koła z możliwością regulacji ciśnienia w oponach. Pierwsza i druga para kół skrętna. Zawieszenie wszystkich kół niezależne. Silnik zabudowano w przedniej środkowej części pojazdu. Po obu jego stronach były umieszczone podwójne kabiny obsługi wyrzutni. W górnej części osadzone jest łoże rakiety wraz ze stołem startowym. Łoże wraz z rakietą było podnoszone hydraulicznie. W środkowej części po obu stronach umieszczono kabiny w których były zamontowane urządzenia i pulpity układu kontrolno-startowego rakiet. Z tyłu podwozia zamontowano dwie opory, które stabilizowały wyrzutnię na stanowisku startowym i pozwalały ją wypoziomować.

### Dane techniczne
- Długość 13360 mm
- Szerokość 3020 mm
- Wysokość z rakietą
  - 3330 mm (w pozycji złożonej)
  - 13 670 mm (z podniesioną rakietą)
- Prześwit 440 mm
- Rozstaw kół 2375 mm
- Masa wyrzutni
  - 30,6 t bez rakiety i wyposażenia
  - 37,4-39 t z rakietą i wyposażeniem
- Prędkość bez rakiety
  - 60 km/h na drodze
  - 40 km/h w terenie
- Zasięg bez tankowania
  - 650 km na drodze
  - 500 km w terenie
- Promień skrętu 13,5 m
- Czas startu rakiet z gotowości:
  - Nr 1 – 5 min
  - Nr 2 – 10 min
  - Nr 3 – 18 min

## Skład kompleksu rakiet operacyjno taktycznych R-17

### Wyposażenie transportowo-załadowcze rakiet
- naczepa transportowa 2T3M
- samochód izotermiczny 9F21

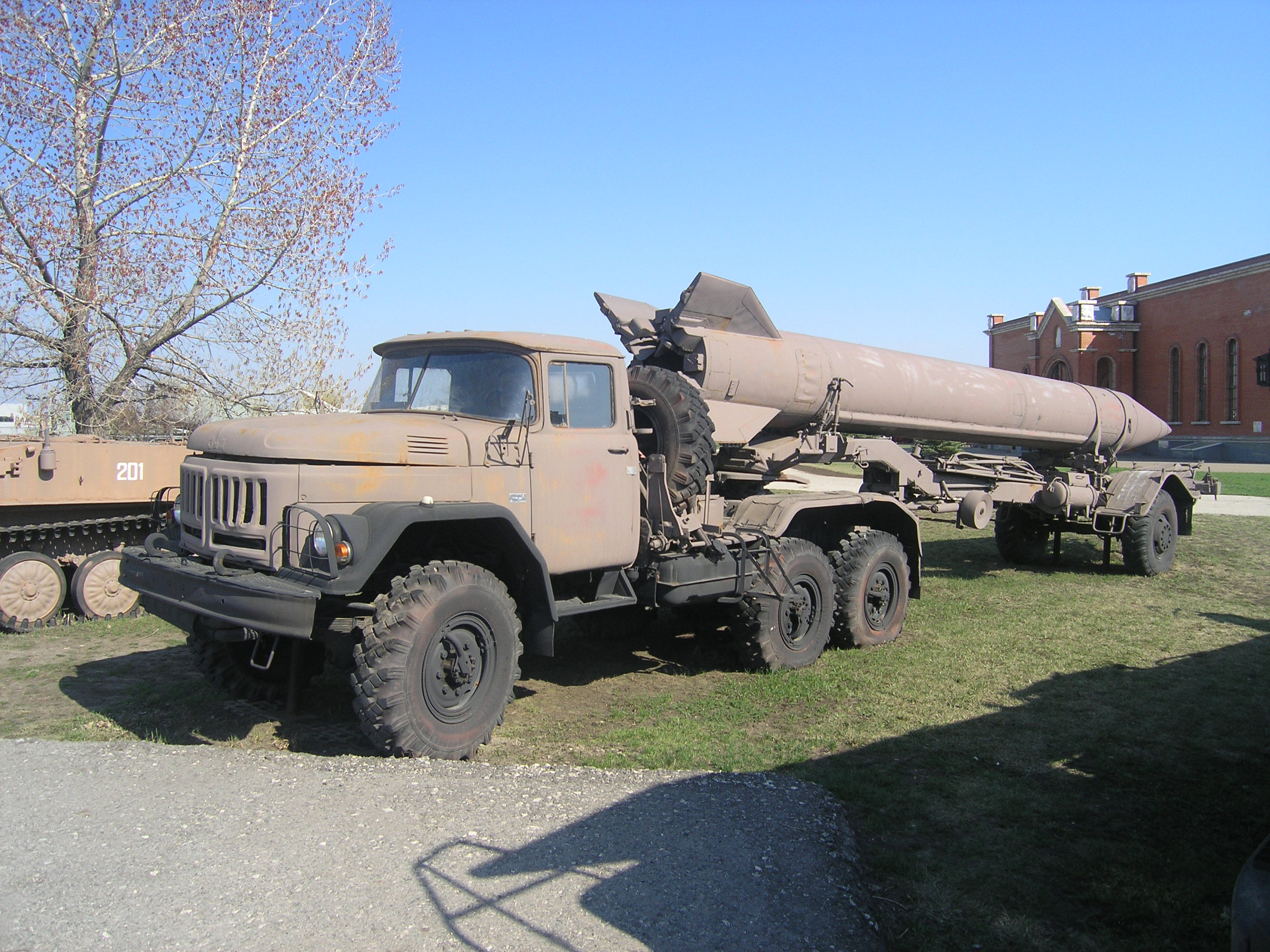
Naczepa transportowa 2T3M z ciągnikiem ZiŁ-131

- żuraw samochodowy 9T31M – były też stosowane inne typy dźwigów

### Wyposażenie dystrybucji materiałów napędowych
- dystrybutor paliwa 2G1U
- dystrybutor utleniacza 8G17M1
- ruchoma stacja sprężarkowa 8G33U
- urządzenie neutralizacyjne 8T311

### wyposażenie kontrolne
- stacja sprawdzeń poziomych 2W11
- stacja sprawdzeń niezależnych 9W41
- elektrownia polowa 8N01

### Wyposażenie pomocnicze
- polowe laboratorium chemiczne 8Ju44
- namiot 8Ju11
- podgrzewacz powietrza 8G27U
- samochód z częściami zamiennymi i zapasowymi 2SCH1
- wskaźnik wilgotności powietrza 8Sz31
- zestaw instrumentów i przyrządów 2SzCz1

## Służba
Rakiety systemu R-17 były na uzbrojeniu wszystkich państw Układu Warszawskiego. Były też eksportowane do Afganistanu, Wietnamu, Egiptu, Iraku, Iranu, Jemenu, Korei Północnej, Kongo, Kuby, Libii, Peru, Syrii, Jugosławii. W ramach reeksportu gotowych zestawów lub technologii były na uzbrojeniu Brazylii, Zjednoczonych Emiratów Arabskich, Pakistanu, Turcji. Rakiety R-17 były używane w wielu wojnach. W 1973 r. w Egipcie po raz pierwszy użyto bojowo tych rakiet w wojnie Jom Kipur z Izraelem. W Iraku używane w wojnie z Iranem oraz w czasie operacji Pustynna Burza. Jugosławia użyła ich w wojnie z Bośnią. W dużych ilościach używane podczas radzieckiej wojny w Afganistanie. W poszczególnych krajach rakiety R-17 i ich modyfikacje były na uzbrojeniu pod różnymi nazwami. W Korei Północnej pod nazwą Hwasong. W Iraku pod nazwą Al-Abbas, Al-Hussein, w Iranie – Shahab.
W Polsce były w nie uzbrojone 4 brygady: 2 Brygada Rakiet Operacyjno-Taktycznych, 3 Brygada Rakiet Operacyjno-Taktycznych, 18 Brygada Rakiet Operacyjno-Taktycznych, 32 Brygada Rakiet Operacyjno-Taktycznych.
Pociski Elbrus armii Jemenu oraz ich koreańskie kopie Kwasong były używane przez siły Huti podczas wojny domowej w Jemenie w 2015 roku. Według źródeł zachodnich, z 20 pocisków wystrzelonych w 2015 roku, 40% było rażonych przez saudyjskie pociski Patriot.

## Użytkownicy Elbrusów
Aktywni użytkownicy
- Algieria
- Armenia

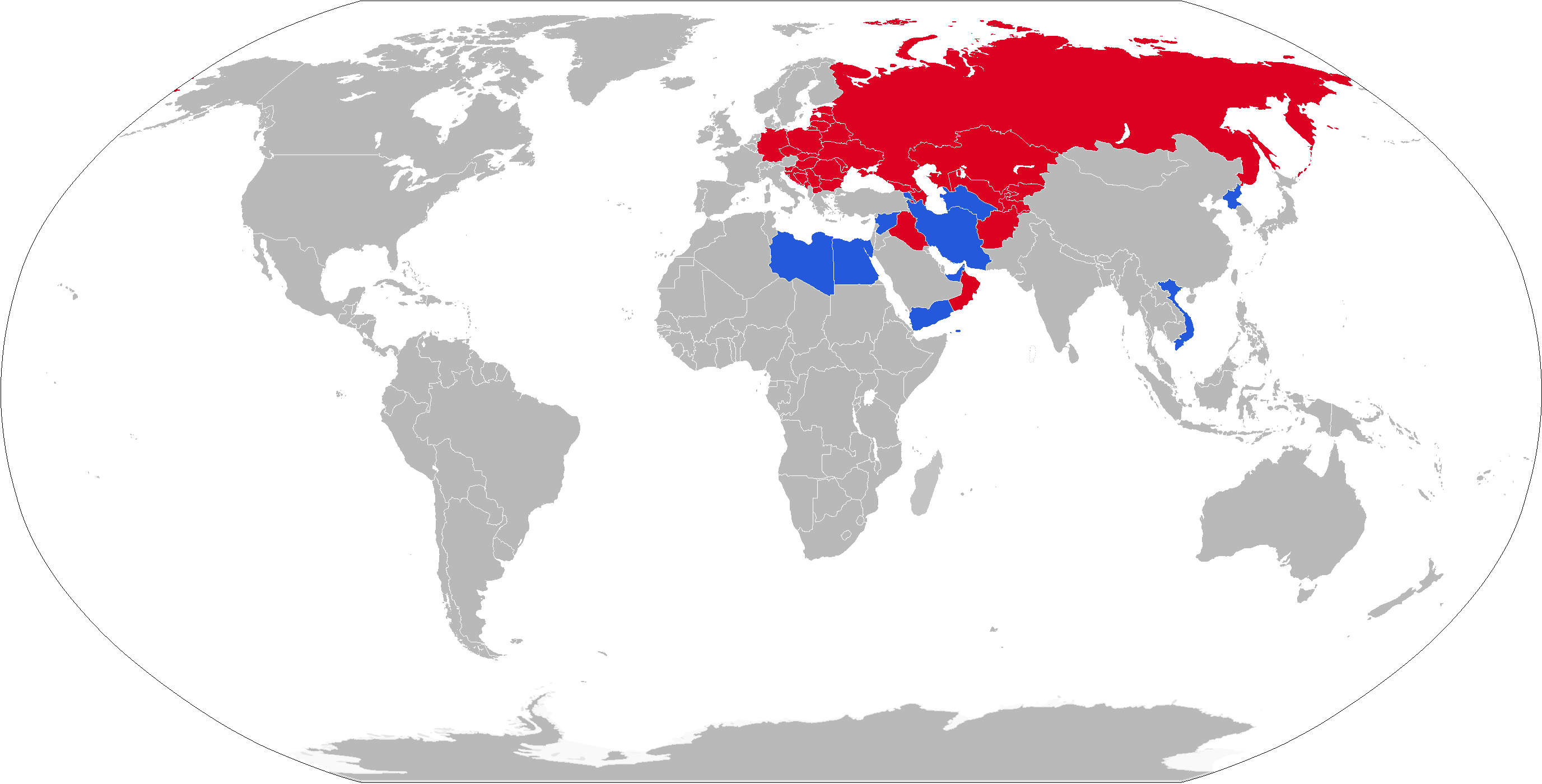
Niebieski - aktywni, czerwony - byli

- Demokratyczna Republika Konga
- Egipt
- Iran
- Jemen
- Kazachstan
- Korea Północna
- Libia
- Oman
- Syria
- Stany Zjednoczone - używane jako cele szkoleniowe.
- Wietnam

Byli użytkownicy
- Afganistan - 4, wycofane w 2005 roku.
- Białoruś - 60, wycofane w maju 2005 roku.
- Bułgaria - 36, zniszczone.
- Czechosłowacja - 30.
- Czechy - 27, wycofane.
- Afganistan - około 43.
- Irak - dysponował od 24 do 36 wyrzutniami, wszystkie zniszczone.
- Jemen Południowy - 6.
- Jugosławia
- NRD - 24, wycofane w 1990 roku.
- Polska - 30, wycofane w czerwcu 1989 roku.
- Rumunia - 18, wycofane.
- Rosja - 300.
- Słowacja - wycofane.
- Ukraina
- Węgry - 9, zniszczone w 1995 roku.
- Zjednoczone Emiraty Arabskie

## W muzeach
Pojazdy-wyrzutnie 9P117 systemu R-17 są eksponowane w następujących muzeach:
- Muzeum Historii i Tradycji Żołnierzy Suwalszczyzny w Suwałkach
- Muzeum Artylerii w Toruniu
- Muzeum Wojska Polskiego w Warszawie